# المنقف
شهر المنقف (به عربی: المنقف) در استان احمدی در کشور کویت واقع شده‌است. جمعیت این شهر ۴۳٫۹۴۳ نفر است.